# Joshua Jackson
Joshua Jackson (født 11. juni 1978) er en canadisk-amerikansk skuespiller. Han har medvirket i over 32 tv – og filmroller. Han er bedst kendt for at spille Charlie Conway i The Mighty Ducks film serien, Pacey Witter i tv-serien Dawson's Creek og Peter Bishop i tv-serien Fringe.

## Filmografi
| År   | Titel                   | Rolle                 | Noter                                 |
| ---- | ----------------------- | --------------------- | ------------------------------------- |
| 1991 | Crooked Hearts          | Tom (11 år)           |                                       |
| 1992 | The Mighty Ducks        | Charlie Conway        |                                       |
| 1993 | Digger                  | Billy                 |                                       |
| 1994 | D2: The Mighty Ducks    | Charlie Conway        |                                       |
| 1994 | Andre                   | Mark Baker            |                                       |
| 1995 | Magic in the Water      | Joshua Black          |                                       |
| 1996 | D3: The Mighty Ducks    | Charlie Conway        |                                       |
| 1996 | Robin of Locksley       | John Prince, Jr.      |                                       |
| 1997 | Ronnie and Julie        | Ronnie                |                                       |
| 1997 | Scream 2                | Film Class Guy #1     |                                       |
| 1998 | The Battery             | Michael Papperman     | Short film                            |
| 1998 | Apt Pupil               | Joey                  |                                       |
| 1998 | Urban Legend            | Damon Brooks          |                                       |
| 1999 | Cruel Intentions        | Blaine Tuttle         |                                       |
| 1999 | Muppets from Space      | Pacey Witter          | Uncredited cameo                      |
| 2000 | The Skulls              | Lucas 'Luke' McNamara |                                       |
| 2000 | Gossip                  | Beau Edson            |                                       |
| 2001 | The Safety of Objects   | Paul Gold             |                                       |
| 2001 | Ocean's Eleven          | Himself               | Cameo                                 |
| 2002 | The Laramie Project     | Matt Galloway         |                                       |
| 2002 | Lone Star State of Mind | Earl Crest            | Alternative title: Cowboys and Idiots |
| 2003 | I Love Your Work        | John Everhart         |                                       |
| 2005 | Cursed                  | Jake Taylor           |                                       |
| 2005 | Racing Stripes          | Trenton's Pride       | Voice                                 |
| 2005 | Americano               | Chris McKinley        |                                       |
| 2005 | Aurora Borealis         | Duncan Shorter        |                                       |
| 2005 | The Shadow Dancer       | Jeremy Taylor         | Alternative title: Shadows in the Sun |
| 2006 | Bobby                   | Wade Buckley          |                                       |
| 2007 | Battle in Seattle       | Randall               |                                       |
| 2008 | Shutter                 | Benjamin Shaw         |                                       |
| 2008 | Gashole                 | Himself               | Documentary                           |
| 2008 | One Week                | Ben Tyler             |                                       |
| 2012 | Lay the Favorite        | Jeremy                |                                       |
| 2012 | Inescapable             | Paul                  |                                       |
| 2015 | Sky                     | Detective Ruther      |                                       |
| 2025 | Karate Kid: Legends     | Victor                | Post-production                       |